# جيمي داي
جيمي داي (بالإنجليزية: Jamie Day)‏ (7 مايو 1986 المملكة المتحدة - ) هو لاعب كرة قدم بريطاني يلعب كمدافع.

## روابط خارجية
- جيمي داي على موقع قاعدة بيانات كرة القدم.إي يو (الإنجليزية)
- جيمي داي على موقع Soccerbase.com (لاعب) (الإنجليزية)